# دانشگاه کیونگ‌گی

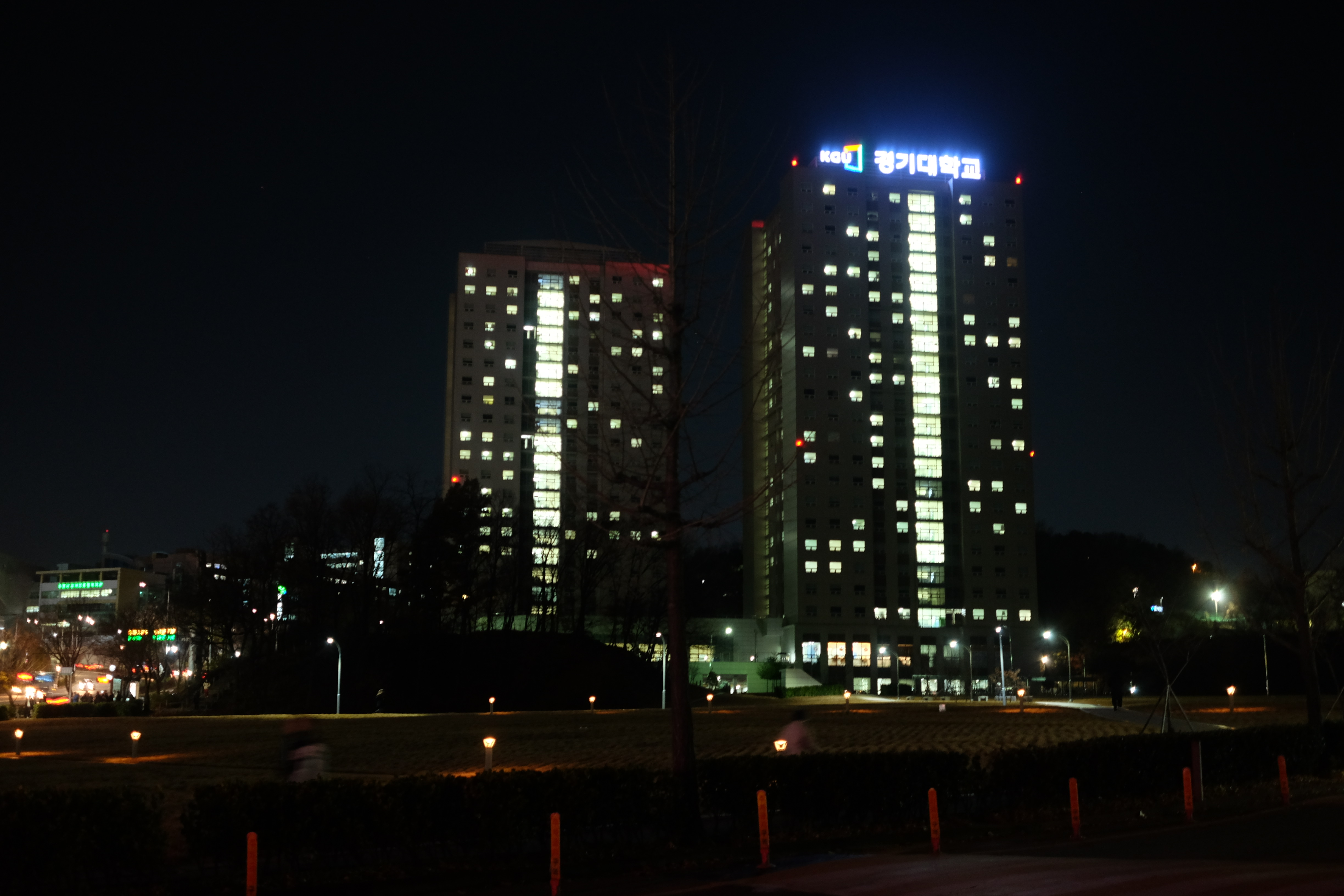
دانشگاه کیونگ‌گی در شب

دانشگاه کیونگ‌گی (انگلیسی: Kyonggi University؛‏ کره‌ای: 경기대학교، کی‌جی‌یو (KGU)) یک دانشگاه خصوصی در کره جنوبی است که در سال ۱۹۴۷ تأسیس شد. این دانشگاه ابتدا به عنوان یک مدرسه در سئول بنیان‌گذاری شد و بعدها به کالج و سپس به دانشگاه ارتقا یافت. این دانشگاه دو پردیس دارد: پردیس اصلی در سو وون، استان گیونگ‌گی و پردیس سئول در ناحیه سوده‌مون. دانشگاه کیونگ‌گی بیش از ۱۷٬۰۰۰ دانشجوی کارشناسی و تحصیلات تکمیلی در این دو پردیس دارد.
دانشگاه کیونگ‌گی شامل ۱۱ دانشکده است که ۶۳ برنامه تحصیلی و ۱۲ دانشکده تحصیلات تکمیلی را در بر می‌گیرد. آموزش و پژوهش در این دانشگاه بر روی رشته‌هایی مانند گردشگری، مهمان‌داری، هنر و طراحی، بازرگانی، مطالعات بین‌المللی، مهندسی محیط‌زیست و مهندسی معماری تمرکز دارد. همچنین برخی از دروس این دانشگاه به زبان انگلیسی تدریس می‌شود.
دانشگاه کیونگ‌گی با ۱۵۲ دانشگاه در ۳۱ کشور همکاری نی‌کند. این دانشگاه برنامه زبان کره‌ای را ارائه می‌دهد و بیش از ۶۵۰ دانشجوی بین‌المللی در آن تحصیل می‌کنند.

## فارغ‌التحصیلان برجسته
- چا ته هیون، بازیگر
- چه یونگ این، بازیگر
- چون وو هی، بازیگر
- کانگ سه جونگ، خواننده
- هان هه جین، مدل
- جو سونگ مو، خواننده
- جو جی هون، بازیگر
- کیم هیون جونگ، خواننده
- کیم هیونگ جون، خواننده
- کیم کون هی، بیزنس‌وومن
- کیم سونگ سو، بازیگر
- کوان هوا وون، بازیگر
- لی ته گون، بازیگر
- لی وون جونگ، بازیگر
- نام سانگ جی، بازیگر
- پارک جونگ مین، بازیگر
- سونگ سونگ هون، بازیگر
- یون هه یونگ، بازیگر
- یون جی اون، بازیگر
- یون سون وو، بازیگر
- جون جین، خواننده